# ダブルブリッド
『ダブルブリッド』は、中村恵里加による日本のライトノベル。電撃文庫（メディアワークス→アスキー・メディアワークス）より2002年2月から2008年11月まで刊行された。第1巻と第2巻のイラストは藤倉和音で、ブックデザインも兼務していた。第3巻以降はたけひとが担当している。第6回電撃ゲーム小説大賞金賞受賞作品。
メディアミックスとして、しろーによるコミカライズが『月刊コミック電撃大王』にて2002年2月号から2003年11月号に掛けて連載された。
2010年、書き下ろし短編小説が同梱されたイメージアルバム「ダブルブリッド Depth Break」の発売が決定。コミックマーケット限定で8月13日から8月15日に先行発売され、9月8日に一般発売された。

## ストーリー
「怪（あやかし）」と呼ばれる、特異な遺伝子を持ち、様々な点で常識を覆す特徴を持った生物が各地で発見された世界を物語の舞台とし、その「怪」とヒトの間に生まれたダブルブリッドと呼ばれる主人公・片倉優樹と危険な「怪」の捕縛を専門とする緊急捕縛部隊の隊員・山崎太一郎との交流を描く。

## 登場人物

### 六課関連
片倉優樹（かたくら ゆうき）
「怪」のみで構成される特殊警察、通称「第六課」に勤務する女性。階級は巡査部長。「ダブルブリッド」と呼称される「怪」とヒトとのハーフでもある。また内閣公認のアヤカシでもある。とある事件で自分以外の全員が辞めた六課の建物に寝泊りし、無為な日々を送っていた。第六課と緊急捕縛部隊との交流と相互理解を目的に派遣されてきた青年、山崎太一朗との出会いを機に彼女の物語は動き始める。
実年齢25歳（12月で26歳）であるが成長（老化）自体は16,7歳で止まっており、愛嬌のある顔立ちと小さい身長が相まって、見た目は10代半ばの少女である。出自故に常人離れした身体能力と鮮やかな白髪を持ち、孤独に耐える強い精神力と怜悧さとを併せ持つ。五感と再生力は甲種でも高い部類に入り（目を凝らせば夜でもよく見え、鼻は犬より利き、耳を澄ませば内臓の動く音も聞こえる。また、ただの切り傷ならば30分もあれば完治し、目や指も時間をかければ再生することができる）また、長年の訓練により五感や不随意筋の制御が自由にできるようになった。そのため、アヤカシを快く思わない連中からは「白髪犬」と呼ばれることもある。戦いの場においては、「神経融合(ブレイク)」、「筋力増幅(ブースト)」などの技を使う。鷹揚で飾らない性格もあってか「カリスマ的」と評されることもある。無類の酒好きで、朝から飲酒することもあり、山崎からたびたび苦言を呈されるが、「アヤカシは酒を飲まないと生きていけない」といって意に介しない。冗談めかした物言いだが、作中に危機的状況で無理矢理業務用のアルコールを摂取したり、幼少の頃から飲酒している描写があるため、本当に酒を飲まなければならない生理的な理由が存在すると思われる。ちなみに、体内に入ったアルコールを意識的に無害化することができるため、いくら飲んでも酔わない。過去のトラウマによって自分の姿を見ることと、他人に触られることを異常に恐れる。そのため、鏡など自分の姿が映るものを極端に嫌い、写真もよほどのことがない限り撮らない。
山崎太一朗（やまざき たいちろう）
「怪」の捕縛・捕殺を目的に結成された特殊部隊、緊急捕縛部隊(EAT)の若き隊員。20歳。階級は巡査。若年ながら優秀であり、中でも射撃の腕は隊でも随一。赤川にも将来を期待されているが、直情径行で自分が正しいと思えば命令に反した行動を取ることもしばしば。「行動に反省はするが後悔はしない」を信条とする。飲酒をする習慣はないが、まれに酒を飲むと悪酔いをし、散々絡んで記憶をなくしていながらも二日酔いにはならないという、ある意味非常に厄介な体質である。とある「怪」の捕縛現場で優樹と居合わせ、その縁もあってか「第六課」に出向することとなる。優樹と行動を共にしその孤独や強さに触れ、精神的に少しずつ成長していく。
大田真章（おおた さねあき）
元・六課所属。現在は目黒区在住。本来は古代波斯（ペルシャ）の霊鳥、シームルグとも呼ばれる暗褐色の鷲の姿のアヤカシ。2700年を生き、優れた記憶力で膨大な知識を持っている。優樹の師でもあり先生と呼ばれている。目つきが鋭く、銀縁の伊達眼鏡をかけている。話が異常に長く、理屈立った独特な話し方で延々と話す。質問に対して質問で返したり、内容が脱線するのは基本と言ってもよく、初対面であろうが知人であろうが、老若男女分け隔てなくその変人ぶりを発揮する。そのために他人から避けられがちだが、そうして嫌われるのを良しとしている部分もある。傍観者を自称しており、仲間がピンチになっていようが、助けを請われない限り自分から動くことはほとんど無い。豆類が好きで鶏肉を敬遠する（劇中ではよく落花生を殻ごと食べている）。空木を非常に嫌悪している。
相川虎司（あいかわ とらじ）
元・六課所属。便宜上の誕生日は12月12日。委員会登録のため正体を伏せ、高校生活を送る12月で19歳になるアヤカシ。小柄な少年だが、本来は黒い虎のような姿をしている。アヤカシの中では若者の部類で、自由奔放を絵に描いたような性格。基本的には大雑把だが、夏休みにわざわざ学校に来て宿題をしたり、外出の際は制服を着用するという校則を律儀に守る一面もある。生肉が好きで野菜が嫌い。かつて一度だけ人間を食べたことがあり、不味かったためもう喰わないと決めている。硬い物を囓って牙を研ぐのが習慣だが、普通の鑢ではそれほどもたずに折ってしまう。大陸生まれだが、海を泳いで日本に渡った。優樹を団長、太一朗をザッキーなど、友人に独特の呼び名をつける。六課のロッカーには模造刀、ハリセン、金属バットなどが入っており、ハリセンには「スタン・はりせん」と名前をつけている（元ネタはスタン・ハンセン）。大田を嫌っており、鳥頭と呼んで、顔を合わせるたびに一方的に喧嘩を吹っかける。クラスメイトの安藤希から好意を寄せられているが、本人は全く気付いていない。彼女との交流を深めるうち、段々と感情に変化が現れ始める。
帆村夏純（ほむら かすみ）
元・六課所属。国分寺市在住。外見は20代後半の長身の女性だが、本来は下半身のない蜥蜴のようなアヤカシ。その身は炎に包まれていて、感情の起伏によって温度が変化する。実年齢は元六課の中では11歳と最も若く、単純明快で若干幼稚な言動を取るため、見た目とのギャップが激しい。好きな煙草はジタンで、ジッポライターとともに常に数箱を常備。競馬、競輪、競艇などのギャンブルや野球など、人間の娯楽を好む（かつて拾った500円玉を数百万円にしたこともあるらしい）。優樹を除く六課の中では人間社会に適応する力が高く（実際に一度就職もしている）、赤川は、六課の甲種の中で人間である山崎と何とかやっていけそうなのは彼女と虎司だと評している。人間の顔と名前を覚えるのが苦手で、住んでいるアパートの隣の住人の名前ですら覚えていない。水に触れると火傷のような症状になり(かなり熱ければ平気)、長時間水に触れると死んでしまうため、船での移動の際は非常に神経質になる。
八牧巌（やまき いわお）
元・六課所属。非常に毛深い大男。推定身長2メートル40センチ。アヤカシの中でも屈指の強さを持ち、主や浦木達からも一目置かれている。山の神として崇められたこともある長命なアヤカシで、本来は巨大な熊のような姿をしている。人間を信用しておらず、年若く人間の恐ろしさを知らない虎司や夏純を常に気にかけている。食に関してのこだわりがあり、作ったものを残すと怒る。他人の食のバランスはとても気に掛けるが本人は凄まじい悪食で、何でも食べてしまう。六課の中で唯一人間を食べる。鍋を作るときは虎司から鍋奉行ならぬ鍋大将と呼ばれる。やるといったことは必ずやるという頑固な性格でもある。

### 主及び特高
“主”
何者にも自らを“主”と呼ばせるアヤカシ。圧倒的な力を持つ鬼と呼ばれる類の存在であり、死さえも超越しており、死んでも長い時間をかければ生き返ることができる。詳細は謎に包まれている。人間を掌握するために暗躍しており、現在は内閣総理大臣に身をやつしている。
浦木良隆（うらき よしたか）
見た目は30代半ば、長身痩躯で物腰穏やかな男のアヤカシ。常に笑顔で誰に対しても丁寧語で話す。特高に所属しており、主の忠実な部下である。ブレーンのような役割を果たしており、主のために裏でいろいろと暗躍している。アヤカシならば簡単に再生できるはずだが、左目は白く濁り、めしいていることがうかがえる。容姿を自在に変える能力を持ち、現在はアヤカシ嫌いの人間、内閣府の特異遺伝因子保持生物管理委員会委員長・土屋伸夫（つちや　のぶお）として活動している。また、「空渡り」という瞬間移動のような能力を持っており、日本国内ならほぼどこへでも一瞬で移動できる。優樹の父の腹心で、幼い頃から彼女と彼女の母親を世話してきた。優樹に全幅の信頼を置かれているが、主にばれたら殺されるようなこともしており、その行動は“主”以上に謎が多い。
飯田敦彦（いいだ あつひこ）
特別高等治安維持局局長。“主”の部下の一人で、主従関係は浦木よりも長い。人間としての姿を二つ持ち、アヤカシとしての活動は大柄な中年男性の姿をとり、老人の姿では衆議院議員を務めている。鬼と呼ばれる種類のアヤカシで、純粋な力では浦木をも上回る。また戦いにおいては策略などを嫌い、正々堂々と正面から対峙することを好む。かつては勇名をはせたようで、歳をとったアヤカシで飯田の名前を知らないものはいないほどである。優樹を幼い頃から慈しむ一人で、彼女を「お嬢さん」と呼び親しみ、その動向を気にかけている。
ネジ
アヤカシで構成された特別高等治安維持局、通称「特高」に所属する“鵺”（ぬえ）と呼ばれるアヤカシ。主を御大と呼び忠誠を誓っている。性別は女性。外見上は乙種指定生物だが、人間よりもはるかに優れた知能を持つ。人間に連れ合いを殺された過去を持ち、復讐の機会を窺っている。いわゆる御人好しの性格であり、他人が困っていたりすると思わず手を貸してしまう。結果的にその性格がネジの命運を分けることになる。

### EAT
赤川大介（あかがわ だいすけ）
緊急捕縛部隊隊長。太一朗の本来の上司で、彼の六課派遣を推薦した。優樹にとっては数少ない人間の友人。かつては太一朗以上にアヤカシを嫌っていたが、様々なことを経験するうちに角が取れ、優樹をはじめとする元六課のアヤカシともそれなりの友好関係を築いている。既婚者で、娘がいる。あるアヤカシを誤って殺してしまったことが彼の心に変化をもたらす。
木島（きじま）
EATの隊員であり山崎の先輩。面倒見のいい人間だが説教好き。部隊では赤川によって禁煙が推奨されているが、それでも隠れて煙草を吸う。優樹のことを恐れているが、その力は認めており自分達は自分達のできることをする、と言う典型的なEAT隊員の考えの持ち主。また、猫好き。
柳（やなぎ）
EAT隊員。米軍との合同演習の際第一班班長を務めた。
浪野（なみの）
EAT隊員。柳と同じく第一班に所属した。

### アヤカシ
高橋幸児（たかはし こうじ）
優樹がダブルブリッド・ファーストと呼ばれるのに対し、ダブルブリッド・セカンドとも呼ばれる少年。実母を含め二十三人の人間を殺害した“有害指定生物”であり、一種の快楽殺人者である。三年前に六課の手によって捕縛された。その後は研究材料として生かされ続けていたが、優樹の捕獲を目論む者たちによって再び野に放たれる。性格は残虐で自己中心的。同じダブルブリッドでありながら全く立場の違う優樹を激しく憎んでおり、彼女を偽善者と蔑む。主、曰く優樹とは義母姉弟である。
フレデリック・アシュトン・クロフォード
吸血鬼と呼称される墺太利（オーストリア）出身のアヤカシ。くすんだ金髪に青い瞳、彫りの深い整った顔立ちで、異性はおろか、同性から見ても完璧としか思えないほどの美形。知己には“フレッド”と呼ばれる事を好む。ミドルネームのアシュトンは死んだ親友から貰ったものである。視線と言葉によってマインドコントロールを仕掛け、記憶に干渉することができる。再生能力は優樹をも上回り、風を操ることで空に浮くこともできる（飛ぶことはできない）吸血鬼であるためほぼ毎日血を飲まないと調子が悪くなる。ただし、血液以外の人間の食事でも栄養は取れる模様。また、太陽を見ると目がつぶれ、皮膚が焼ける。嗅覚だけは優樹と同等以上のため匂いのきついニンニクも苦手である。委員会登録を賭けて優樹と勝負をし、ダブルブリッドである彼女の血の魅力に取り憑かれて理性を失い、一時は人間の致死量をはるかに超える、血液の半分近くを飲んでしまった。知日家であり日本語での日常会話はもちろん「籠絡」という日本人でもなかなか知らない言葉を知っていたりもするが、書くことは苦手なようで、優樹のもとに絵葉書を送った際は何が書いてあるのか判別不能な程であった。(ちなみに本人はその事実に気付いていない)
空木（うつろぎ）男とも女ともつかない中性的な顔立ちで、濁った両目と、地面につくほどの長い髪を持つアヤカシ。大田からは「生ける屍」と呼ばれて嫌悪されている。普段は木の根元に座り足首から下は土に埋まっていて動かないが、“空渡り”と呼ばれる能力でいつの間にか別の場所へ移動している。また、一定の空間から意志を持つ者を遠ざける“隔離”と名付けられた力も持つ。常を生きる者と時間の感覚がずれており、さらに声帯が人間ほど発達していないため本人は普通に喋っているつもりでもまともな声にならず、虎司である程度の言葉が、優樹でようやく全文が聞き取れる程度のため会話には非常に時間がかかる。また、大田よりも長い時を生きている唯一のアヤカシであり、主さえも一目置く実力者でもある（浦木ですら勝てず、主が戦っても東京が消滅するくらいの被害が出る）かつて主を殺すために人間達に己の半身を削り、鬼斬りを与えたことによって現在のような状態になってしまった。
来栖（くるす）
京都のアヤカシ。外見は15歳前後の少年だが実年齢は50歳程度。本当の姿は狐に似ている。自分にとって嫌悪すべき要素を備えた優樹に、敵愾心を持って接する。

### クロスブリード
片倉晃（かたくら こう）
“主”や特高に敵対する組織「クロスブリード」の三角の一人。外見は10歳位の少年であるが大人びた言動を取る。また度重なる心労のためか眉間にしわを寄せる癖があり、大田にも「先天的に眉間に皺を寄せる少年」と言われる。アヤカシでも人間でもない「キマイラ」という存在で、虎司曰く「3分の2は人間で、後は薬とアヤカシの匂いがする」、ネジ曰く「できそこないのまがいもの」らしい。ネジの言うとおり、キマイラの寿命は極めて短く、最年長のキマイラも16歳で老衰を迎えていた。
「鬼斬り」と呼ばれるアヤカシ殺しの武器、その第伍世代十六号を所持する。空木に会った際にパワーアップしてもらった模様。本人曰く「片倉の姓を名乗っていることに特に意味は無い」らしいが、実際は何らかの意味があるようだ。かつてΩサーキットに組み込まれていたが、反旗を翻し今に至る。
上村鈴香(うえむら すずか)
晃と同じく「クロスブリード」三角の一人。外見は30代前半でボブカットの美女。アヤカシであり、浦木に近い実力の持ち主。主に激しい敵愾心を持つ。また、普段は人間社会に混じって仕事をしている。晃を仲間と意識しているが、千堂とは仲が良くない。飯田と同様に本来の姿は鬼である。
千堂昭子（せんどう あきこ）
「クロスブリード」三角の一人。喜寿を迎えた老婆であるが、老獪な実業家で、個人的な恨みからクロスブリードに「出資」している。鈴香と仲が良くない。片倉以外のキマイラは死んだとしても特に何も感じない。

### その他
安藤希（あんどう のぞみ）
虎司のクラスメイトで、陸上部に所属するメガネ、三つ編みの長身の少女。優等生タイプだが気が小さく、奔放な虎司にいつも振り回されているが、羨望と好意を抱いている。本人は気付いていないが彼女が虎司に好意を抱いていることは周知の事実であり、その煮え切らない行動にやきもきして強引に関係を進めようとするものもいる。また自分の部屋に力士のポスターを張るほどの相撲ファン。
趙蒼（ちょうそう）
外見は10歳前後の少年に見えるが、正体は中国によって製作された試作の人型兵器で、正式名称は「なた零(ゼロ)番」(なたは口編に那と口編に托の旁)。監視役の玄亮と共に作動テストを行うために来日した。しかし、大戦時に極秘に仕込まれたプログラムがあることをきっかけに発動し暴走してしまう。
玄亮（げんりょう）
趙蒼の監視役として共に来日した。反日感情をもっている。暴走した趙蒼が事件を起こしたため、正体が日本政府に発覚するのを防止し、本国に帰還させるべく機能停止させようとするが、逆に殺されてしまう。
未知（みち）
八牧が路上で拾った幼女。5歳前後と見られるが、親に虐待を受けていた形跡があり、言葉を失っている。未知というのは本当の名前ではなく、優樹に乞われた八牧が「道で拾ったから」という意味の「みち」に、優樹が本名を未だ知らないことから「未知」と漢字を当てた。八牧や優樹に懐く反面、長話をする大田や喫煙者の夏純にはあまり近付きたがらない。
横田明弘（よこた あきひろ）
高名な特異遺伝因子研究者であり、特異遺伝因子研究所の所長。しかし、裏の顔はマッドサイエンティストであり、「人間のため」という大義名分の下、高橋や、アヤカシに対し非人道的な実験、研究を繰り返している。特異法に縛られる日本での研究に限界を感じアメリカに亡命しようとするが、失敗し、死亡。

## 設定
時代は21世紀の初頭とされており、作中で昭和31年を半世紀以上前としていることから、少なくとも2006年以降である。また、東京メトロではなく営団地下鉄のままである、この世界ではヒトゲノム解析をアヤカシのゲノム解析と同時進行したため、どちらもまだ終了していない（ヒトゲノム解析は現実では既に完了）、教育科学技術省という官庁が存在する等現実との相違も見られる。
また、この世界において日本はアヤカシの研究において世界トップレベルの実績を誇っている。それに比べて、アメリカでは自国でのアヤカシの発見例が皆無であるため研究が遅れている。大阪条約も批准していないために他国からアヤカシを借り受けることもできず、そのため、様々な非合法的な手段を使ってアヤカシを入手しようとしているようである。

## 用語

### アヤカシ関連
怪（あやかし）
通常生物とは全く異なるDNAを保持している生物「特異遺伝因子保持生物」の、日本国独自の呼称。20世紀半ばにヨーロッパである学者の手によって発見され、その後世界中で捜索がなされた結果、二十世紀末までに世界中で50以上の個体が発見された。分布に偏りが見られ、日本やヨーロッパ、中国、オーストラリアにはそれなりの数が生息している模様だが、アメリカではほとんど発見されていない。普通の生物のDNAを構成しているアデニン、チミン、グアニン、シトシンの4つ以外の塩基も多数保持しており、いまだその全貌は解明されていない。甲種と乙種に区別され、人と変わらない外見と知性を持つ怪は甲種、それ以外は乙種とされている。人間をはるかに凌駕する身体能力を誇り、頑丈な体・あらゆる病原体に対する耐性を持ち、高い再生能力を持つ。拳銃程度では相当の至近距離で打たない場合は傷一つ付けることができない。また、一回使われた薬品などにはすぐ抗体が出来上がってしまうため、二度同じ薬は使えない。日本では教科書にも載るほどアヤカシの存在が知られているようだが、一般的には単にアヤカシと言った場合乙種をイメージするようである（甲種がいることも一応知られてはいる）。人間を食べる甲種も昔はたくさん存在したが、「人間は不味い」という意識が定着してからは、人間を捕食する怪は少数派である。内閣府に存在を公認された甲種は、日本国憲法に定められた国民の権利を有し、義務を負う。公職にさえ就くことが許されている。これらの事は「特異遺伝因子保持生物に関する法律」に明記されているが、「怪」に人権を認めているのは世界でも日本だけである。なお、その病原体に対する耐性を持つが故に、知らず知らずのうちに周囲に病原体を撒き散らすことがあるため検疫が厳しく、甲種には定期的に健康診断も義務付けられている。
甲種
一般的にはアヤカシの中で人型をとっているものを指すが、元の姿は人型でないことが多く、人間の姿に化けられるもの、と表現した方が正しい。その方法も様々で、浦木のように何種類にも化けることができるものもいる一方で、虎司や夏純のように「人の皮をかぶる」ことによって人型をとるものもいる。昔話や神話で出てくるような架空の生物とされているものは甲種であることが多い。人間並みかそれ以上の知能があり、独自の社会と倫理観を持っているが、その倫理観は人間からすると理解できない部分も多い。具体的には、同族意識が強く、争いになっても殺し合いまで発展することはほとんど無いが、自己と仲間の保身と復讐のためならば殺し合いをすることも稀にある。上のような明確な殺し合いの動機があるため、別のアヤカシを殺害した場合でも歓迎はされないものの、殺害だけを理由に仲間から排斥されることは無い。しかし、「同族食い」だけは絶対のタブーとされており、決して許されることはない。また、他種族である人間を殺すこと自体はなんとも思っていないが、前述の理由以外では捕食目的だけしか殺す理由が無いため、アヤカシによる殺人はめったに起こらない（おきても捕食目的が主なため行方不明事件となるケースがほとんど）。日本では「内閣登録」と「委員会登録」に別れ、前者はアヤカシであることを隠してはいけないが人間と同等の権利を持ち、後者はアヤカシであることを隠して人間社会で生活することができる。
乙種
一般的には甲種以外のアヤカシをさし、見た目は化け物じみた、知能は獣並、であるものが多い。が、前述のようにネジのようなアヤカシもおり、高い知能を有していても人型になれないものは乙種に分類される。そのため、アヤカシ側からしてみれば甲種、乙種といったものは人間が勝手に決めた線引きだと思っているようである。事件を起こすのは知能が低い乙種が圧倒的多数を占めており、EATが出動するのも乙種の捕獲および捕殺の任務であることがほとんど。大きさも巨大なものからペットサイズなものまでいるため、密輸や密売されていることもある。
ダブルブリッド
人と怪の遺伝子を両方持っている生物の仮称で、二重（ダブル）と雑種（ハイブリッド）を合わせた造語。アヤカシは有性生殖を行うため性交渉が可能な場合は人間との間でも子供が生まれる。しかしながら元々アヤカシ自体の種の保存本能が希薄で繁殖能力も低いため、人と怪の間に子供が生まれた例は公式には日本だけ、二件しか確認されていない。片倉優樹と高橋幸児がこれにあたる。また、吸血鬼との混血の場合はダンピールといい、己を吸血鬼として人の血を吸うか、人間として吸血鬼を殺すかのどちらかだったらしい。
キマイラ
詳しくは描写されていないが、Ωサーキットと深い関係にあり、また特高における人材不足を解消すべく主たちが人間をベースにしてアヤカシと薬品を使って生み出したらしい。虎司によると「三分の一はアヤカシと薬で残りは人間」らしい。総じて寿命は短く、わずか15歳で老衰で死亡した者もいる（それでもキマイラ内で最年長だった）。己の寿命が短いのを知っているが故に荒れた性格をしているものが多く、クロスブリード内でも鈴香達アヤカシや千堂との仲は良くない。また、晃を除き、他の面々はキマイラであることを否定し「自分達は人間である」という認識を持っている。

### 組織
六課（ろっか）
正式名称は警視庁刑事部捜査第六課分署。渋谷にあるが場所も電話番号も非公表。かつては大田、虎司、夏純、八牧も所属していたが、三年前のある事件をきっかけに優樹を残し全員が内閣公認を返上したため現在所属しているのは優樹のみ。内閣公認のアヤカシを集めて組織された部署であり、他の警察部署、官公庁の要請を受けて出動し、事態を速やかに解決することが主な任務だが、人間の事件をアヤカシに任せることに他の部署が多分に抵抗を持っているため、めったに要請は来ない。現在優樹はここに住んでいる。また、最大7名が所属していたようで、作中で「五人が返上した」・「机が六つ並んでいる」等の描写がされていることから三年前までは前述の五人以外にもう一人甲種が所属していたようだが、現在まで登場していない。もう一名はいつやめたのかすら不明。ちなみに漫画では優樹に「カナさん」と呼ばれる人物が登場しており、その攻撃方法から鬼斬り使いだと思われる。
EAT（緊急捕縛部隊）
Emergency Arrest Teamの略であり日本語では緊急捕縛部隊と表記する。日本は国土の広さに対してアヤカシの出没が多かったため、乙種が市街地に出没したり、一般市民を襲う事件が多発した。それに対処するため警察に創設されたアヤカシの捕殺、捕縛を専門とする特殊部隊である。豊富な実績を誇り、アヤカシを相手にするため、対アヤカシ用の防護服やレミントンM870散弾銃、スタングレネード、ベレッタ92Fやソフトポイント弾など装備は充実している。EATに入隊するためには警察官試験合格後に志願者が仮入隊し、一年間の厳しい訓練を経て正式入隊となる。その訓練の厳しさのために志願者の10分の1以下しか正式入隊できない。そのため、エリート意識が強く自負心が強い。赤川や山崎、木島が所属する。
特異生物管理委員会（とくいせいぶつかんりいいんかい）
内閣府内に存在する委員会のひとつ。名前のとおりアヤカシに関する業務を担当する。六課に出動要請があった場合この委員会の許可がないと出動ができない。委員長は浦木の仮の姿である土谷伸夫。
特別高等治安維持局（とくべつこうとうちあんいじきょく）
内閣総理大臣直属の秘密結社で略称は特高。浦木や飯田、ネジが所属する組織であり、主の目的のために動く組織である。慢性的な人材不足のようで、浦木たちは大分忙しいようである。ちなみに過去に実在した特高（特別高等警察）とは何の関係もない。
クロスブリード
主に対抗するため、晃や鈴香が立てた組織。また千堂はスポンサーである。他に晃の仲間のキマイラと鈴香の仲間のアヤカシが所属しているが、キマイラとアヤカシの中は悪い様である。また人間の構成員もいる模様。
聖堂騎士団（せいどうきしだん）
欧州に本拠を置くキリスト教系の過激な宗教団体であり、特異生物の捕殺を独自に行っている。その方法は近代兵器を駆使したものではなく、怪が使うような超常能力を主力に捕殺を行っている。フレッドの友アシュトンはこれに所属している騎士団員に殺された。

### 武器
鬼斬り
空木が己の半身を削って人間に与えた、アヤカシを殺すためだけに存在する武器。アヤカシ以外の生物は人間はもちろん虫一匹殺すことができないが、対アヤカシに関してだけは圧倒的な攻撃力を誇る。見た目はただの木刀の形をしているが、人間に寄生することによってアヤカシにとって最も脅威となる武器へ変貌する。アヤカシに対して強い殺意を持つ人間に寄生し、寄生された人間はアヤカシを殺すごとに段々と思考を支配され、次第にアヤカシを殺すことしか考えられなくなっていき、末期には夢遊病者のようになる。また寄生されるとその人間は食事や睡眠を必要としなくなり、枝を土に刺して水分と養分を吸収するだけで活動できるようになる。逆に土と水と日光が無い場所では能力が落ち、再生もままならなくなる。攻撃方法は「枝」であり、「鬼『斬り』」という名前とは裏腹に寄生された人間の手足から伸ばした枝で相手を刺し貫くことによって攻撃する。その際、宿主の防御は全く考慮せず、ただ攻撃するのみである。刺されると型でくりぬいたような丸い穴が開き、同時に傷口から血や体液を根こそぎ吸い尽くす。そのため、鬼斬りによって殺された死体は穴だらけになり、からからに干からびている。(作中では狂ったようにパンチ穴を開けたようだと表現された。)吸ったアヤカシの血や体液を養分とし、枝分かれを繰り返して数を増やしていき、確認されているだけで、最初の一本から枝分かれしたものを初代として第五世代までが存在する。ただ欠点も存在し、一人の宿主につき殺せるアヤカシの数は三体程度が限界であり、三体倒すと人間の体が持たなくなりただの木刀に戻る。また、世代を重ねるごとに鬼斬り自体の力も弱まっていく。（それでもアヤカシに対して有利であることに変わりはない）特に最初の一本を「童子斬り」といい、空木の半身でもある。他の鬼斬りに比べて圧倒的な力を持つ。また、鬼斬りは他の鬼斬りを吸収し、より強力な力を得ることが可能である。吸収に際しては上位世代のほうが下位世代を吸収しやすいようで、作中では片倉晃の第伍世代十六号が童子斬りを吸収しようと試みたときは逆に吸収し返されかけた。
神銀鋼（ミスティックメタル）
鉄や銀などをベースにいくつかの希少金属（レアメタル）や非金属元素を結合させた合金である。素材は超高純度化され、結晶粒度五マイクロメートル以下という超微細化されたスーパーメタルで、強度や腐食耐性などは現存する金属を凌駕している。しかしその莫大な開発コストと複雑な精製手順、加工の難しさにより大量生産や実用化などとは無縁の金属である。これによって作られた刃物の切れ味は凄まじく、人間に比べはるかに頑丈であるはずのアヤカシでさえ容易に傷つけることができる。米国の特殊生物災害対応部隊(SBHRT)は、これによって作られたナイフを正式採用している。

### 法律その他
特異法（とくいほう）
「特異遺伝因子保持生物に関する法律」の略称。日本が世界に先駆けて制定した法律で英断とも愚考とも評されている。この法律により日本は甲種の存在を公式に認め、保護している。法律に基づき、内閣府に公認された甲種は日本国憲法に定められた国民の権利を有し義務を負い、日本人として公職につくこともできる。また、官公庁に入る場合は甲種公認証の提示が定められている。また、公認を受けていない甲種は特異生物管理委員会に登録することによって、自分がアヤカシであるという身分を隠すことができる。また、アメリカがかつて世界に先駆けて似た様な法律を制定しようとしたが、国民の反対を受けて廃案になったという経緯がある。
大阪条約（おおさかじょうやく）
怪の研究の保護の観点から無意味な捕獲と殺傷の禁止、商業目的取引の全面禁止、非人道的な生体実験等の禁止を定めた条約。この条約を批准しないと研究用に他国からアヤカシを借りることができない。確認できる限りで日本、ドイツ、オーストラリアが批准している。アメリカは批准予定。批准国への査察もされているようだが、裏では非人道的な実験、研究も行われている。
Ωサーキット
詳細不明の計画。しかし主の目的を達成するために重要であることは間違いない。かつて晃は所属（組み込まれていた）していたことがあるらしい。また浦木は優樹を組み込むことを主に進言しており、主が優樹をサーキットに組み込むと宣言した際には絶対服従である飯田ですら心から賛同しなかった。

## 既刊一覧

### 小説
- 中村恵里加（著）・藤倉和音（イラスト、2巻まで）、たけひと（イラスト、3巻以降）、メディアワークス→アスキー・メディアワークス〈電撃文庫〉、全11巻
  - 『ダブルブリッド』、2000年2月10日発売[7]、ISBN 4-8402-1417-4
  - 『ダブルブリッド II』、2000年5月10日発売[8]、ISBN 4-8402-1490-5
  - 『ダブルブリッド III』、2000年7月10日発売[9]、ISBN 4-8402-1586-3
  - 『ダブルブリッド IV』、2000年11月10日発売[10]、ISBN 4-8402-1683-5
  - 『ダブルブリッド V』、2001年2月10日発売[11]、ISBN 4-8402-1738-6
  - 『ダブルブリッド VI』、2001年7月10日発売[12]、ISBN 4-8402-1869-2
  - 『ダブルブリッド VII』、2002年1月10日発売[13]、ISBN 4-8402-2274-6
  - 『ダブルブリッド VIII』、2003年4月10日発売[14]、ISBN 4-8402-1995-8
  - 『ダブルブリッド IX』、2003年12月10日発売[15]、ISBN 4-8402-2543-5
  - 『ダブルブリッド X』、2008年5月10日発売[16]、ISBN 978-4-04-867065-4
  - 『ダブルブリッド Drop Blood』、2008年11月10日発売[17]、ISBN 978-4-04-867349-5

#### 文庫未収録作品
- ダブルブリッド 番外編/獣の螺旋（電撃hp公式海賊本「電撃ヴんこ」掲載　2003年09月）
- ダブルブリッド　終わる誰かの夢現（イメージアルバム「ダブルブリッド Depth Break」同梱　2010年09月）

### 漫画
- 中村恵里加（原作）・しろー（作画）、メディアワークス〈電撃コミックス〉、全2巻
  - 『ダブルブリッド first harf part』、2002年11月15日初版発行（10月26日発売[18]）、ISBN 4-8402-2220-7
  - 『ダブルブリッド second half part』、2004年1月15日初版発行（2003年12月17日発売[19]）、ISBN 4-8402-2567-2

## 脚註